# Beato de San Pedro de Cardeña
El Beato de San Pedro de Cardeña  es un manuscrito iluminado altomedieval sobre pergamino, procedente del monasterio cisterciense de San Pedro de Cardeña (Burgos), románico de finales del siglo XII o principios del XIII, que contiene el Comentario al Apocalipsis del Beato de Liébana. 
Se conserva en su mayor parte, 135 folios, en el Museo Arqueológico Nacional (MAN) de Madrid catalogado como 1962/73/2. Otros 15 folios están en el Metropolitan Museum de Nueva York, folio y medio pertenecen a la Colección Heredia-Spínola de Madrid y otro al Museo Diocesano de Gerona. Hay otros dos folios que se han perdido.
Está considerado como uno de los beatos más tardíos, perteneciente a la rama IIb del diagrama de beatos. Utiliza la letra carolina-gótica a dos columnas y sus miniaturas, que recuerdan al arte carolingio y bizantino, están coloreadas principalmente con verdes, rojos y azules y adornadas con pan de oro.
Para Joaquín Yarza Luaces, las miniaturas fueron realizadas por dos miniaturistas distintos, uno de ellos, probablemente por sus similitudes estilísticas e iconográficas, sea el mismo que realizó también el Beato de Mánchester. 

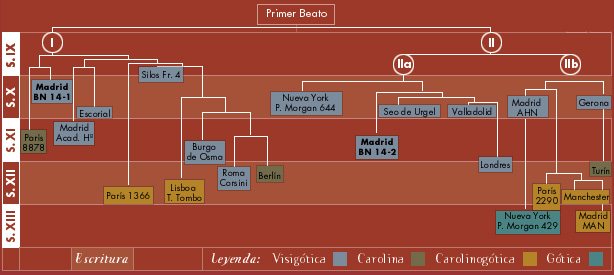
Diagrama que indica el tipo de letra y la biblioteca en la que se conservan los manuscritos "Beatos".